# Willy DeVille
Willy DeVille (Stamford, Connecticut, 25 d'agost de 1950 - Ciutat de Nova York, 7 d'agost de 2009) va ser un cantant i compositor estatunidenc. Va començar la seva carrera a Nova York a l'època del punk amb la formació Mink DeVille el 1974, abans de començar la seva carrera en solitari el 1985. El seu estil musical era una barreja de rhythm and blues urbà dels anys 1950 i 1960, de música llatina i de porto-riquenya. Després de provar el soul i la salsa, la música es va barrejar amb la influència cajun de Nova Orleans, a on es va instal·lar als anys 90. Enamorat de França, on va gravar part del seu àlbum Le Chat Bleu (El gat blau) (1980), era un gran admirador de la cantant Édith Piaf. El seu darrer àlbum, Pistola, va aparèixer el 2008.
Va crear, en una carrera artística de 35 anys, cançons famoses per la seva originalitat amb arrels d'estils musicals tradicionals estatunidencs. Va treballar amb artistes d'estils molt diferents dins la música contemporània, entre els que es poden destacar Jack Nitzsche, Doc Pomus, Dr. John, Mark Knopfler, Allen Toussaint, Eddie Bo, Brenda Lee, Los Camperos de Nati Cano i David Hidalgo. Les seves cançons estan carregades de tendresa i romanticisme. Ritmes llatins, tocs melancòlics de blues, doo wop, música cajun o cabaret francès i influències del soul dels anys 1980.
Va morir de càncer de pàncrees la nit del 6 al 7 d'agost de 2009 a un hospital de Nova York. «Willy DeVille se'n va anar aquesta nit al costat d'Edith Piaf, Jack Nitzsche i Johnny Thunders», va comunicar l'empresa organitzadora de les seves gires per França, Caramba Spectacles. L'artista també patia hepatitis C.

## Discografia
Mink DeVille
- 1977: Cabretta (a Europa); Mink Deville (als Estats Units) (Capitol)
- 1978: Return to Magenta (Capitol)
- 1980: Le Chat Bleu (Capitol)
- 1981: Coup de Grâce (Atlantic)
- 1983: Where Angels Fear to Tread (Atlantic)
- 1985: Sportin' Life (Polydor)

En solitari
- 1987: Miracle (Polydor)
- 1990: Victory Mixture (Sky Ranch) 1990 (Orleans Records)
- 1992: Backstreets of Desire (FNAC) (Rhino, 1994)
- 1993: Willy DeVille Live (FNAC)
- 1995: Big Easy Fantasy (New Rose)
- 1995: Loup Garou (EastWest) (Discovery, 1996)
- 1999: Horse of a Different Color (EastWest)
- 2002: Acoustic Trio Live in Berlin (Eagle)
- 2004: Crow Jane Alley (Eagle)
- 2008: Pistola (Eagle)